# Петрівка (Кременчуцький район)
Петрі́вка — село в Україні, у Глобинській міській громаді Кременчуцького району Полтавської області. Населення села на 1 січня 2011 року становить 688 осіб.

## Географія
Село Петрівка знаходиться за 2 км від правого берега річки Хорол, вище за течією за 1,5 км розташоване село Іванове Селище, нижче за течією за 4 км розташоване село Турбаї. Селом протікає річка Безіменна, права притока Хоролу.

## Історія
У 2-й половині 18 століття ці землі входили до складу Остап'ївської сотні Миргородського полку і були власністю представників козацької старшини братів Базилевських. Назву село одержало від імені власника — прем'єр-майора Петра Базилевського.
У 1781-96 роках входило до Говтвянського повіту Київського намісництва, з 1796 року — Хорольського повіту Малоросійської (з 1802 року — Полтавської) губернії. За переписом 1859 року у селі налічувалось 58 дворів, 351 жителів. У 1900 році у Петрівці Зубанівської волості Хорольського повіту була сільська громада селян — власників, що налічувала 97 дворів, 683 жителів, діяла земська школа.
На рубежі XIX та XX століть у селі знаходився маєток поміщика Базилевського з винокурним заводом. У 1910 році у Петрівці — 159 дворів, 950 жителів.
Радянська окупація розпочалась у січні 1918 року. 7 березня 1923 року село як центр сільради віднесено до Семенівського району, Кременчуцької округи. У 1923 році кількість населення — 1378 жителя. До складу сільради входили с. Андріянівка та хутір Москаленків. За переписом 1926 року у селі — 223 двори, 1223 жителя. У 1928 році Петрівка увійшла до складу Великокринківського району. У березні 1930 р. тут зареєстровано два ТСОЗи: «Петрівське» та «Друге Петрівське». У жовтні 1931 р. у селі було 4 колгоспи: ім. В. М. Молотова, ім. Т. Г. Шевченка, «Нове життя» та «Спільна праця».
У 1939 році по сільраді — 1377 жителя (за приблизними підрахунками у Петрівці померло від голоду 1932-33 років близько 720 чоловік).
У роки німецької окупації (13.09.1941-26.09.1943) німці стратили 9 жителів села, вивезли на примусові роботи до Німеччини 56 чоловік, спалили 129 хат та 181 господарську будівлю.
На початку 60-х років до Петрівки приєднано села Андріянівку та Москаленки.
30 грудня 1962 року село віднесено до складу Глобинського району.
Село радіофіковане у 1959 році, електрифіковане 1962 року.
12 червня 2020 року, відповідно до розпорядження Кабінету Міністрів України № 721-р «Про визначення адміністративних центрів та затвердження територій територіальних громад Полтавської області», село увійшло до складу Глобинської міської громади.
19 липня 2020 року, в результаті адміністративно - територіальної реформи та ліквідації Глобинського району, село увійшло до складу новоутвореного Кременчуцького району.

## Населення
Кількість населення у селі змінювалась наступним чином:
| Рік  | Дворів/Хат | Населення         |
| ---- | ---------- | ----------------- |
| 1859 | 58         | 351               |
| 1900 | 97         | 683               |
| 1910 | 159        | 950               |
| 1923 |            | 1378              |
| 1926 | 223        | 1223              |
| 1939 |            | 1377 вся сільрада |
| 2001 |            | 738               |
| 2011 |            | 688               |

### Мова
Розподіл населення за рідною мовою за даними перепису 2001 року:
| Мова       | Кількість | Відсоток |
| ---------- | --------- | -------- |
| українська | 715       | 96.89%   |
| російська  | 21        | 2.83%    |
| білоруська | 1         | 0.14%    |
| румунська  | 1         | 0.14%    |
| Усього     | 738       | 100%     |

## Інфраструктура
У селі знаходяться:
- центральна садиба колгоспу «40-річчя Жовтня» (зерно-буряківничого напрямку, тваринництво)
- відділення зв'язку
- Петрівська загально-освітня школа І-ІІ ступенів[1].
- Петрівський фельдшерсько-акушерський пункт
- Петрівський сільський будинок культури на 400 місць
- Петрівська сільська бібліотека — філіал
- комплексний приймальний пункт
- дитсадок
- парк
- стадіон

## Архітектурні, історичні та археологічні пам'ятки
На території села знаходяться:
- Діюча Свято-Троїцька дерев'яна церква (Петрівка), збудована у 1901 році
- Встановлені пам'ятники на трьох братських могилах радянських воїнів, що загинули 1943 при визволенні села від гітлерівців (1956), воїнам односельцям, що полягли (125) чол. на фронтах Великої Вітчизняної війни (1956, реконструйовано 1980, реставровано 2010), на могилі Героя Радянського Союзу М. Т. Панченка (1971).

## Особистості
- Панченко Михайло Тихонович — герой Радянського Союзу, його ім'я носить Петрівська загально-освітня школа І-ІІ ступеня[1]